# Whiting (Indiana)
Whiting é uma cidade localizada no estado americano de Indiana, no Condado de Lake.

## Demografia
Segundo o censo americano de 2000, a sua população era de 5137 habitantes.
Em 2006, foi estimada uma população de 4833, um decréscimo de 304 (-5.9%).

## Geografia
De acordo com o United States Census Bureau tem uma área de
8,5 km², dos quais 4,6 km² cobertos por terra e 3,9 km² cobertos por água. Whiting localiza-se a aproximadamente 180 m acima do nível do mar.

## Localidades na vizinhança
O diagrama seguinte representa as localidades num raio de 12 km ao redor de Whiting.